# Fight Night
Fight Night — серия видеоигр в жанре «симулятор бокса», разрабатываемая EA Sports в качестве замены ранее существовавшей серии Knockout Kings. Первая игра, Fight Night 2004, была выпущена 5 апреля 2004 года для игровых приставок PlayStation 2, Xbox. Все игры серии традиционно получают хвалебные отзывы в игровой прессе.

## Список игр
- Fight Night 2004
- Fight Night Round 2 (2005[4])
- Fight Night Round 3 (2006[5])
- Fight Night Round 4 (2009[6])
- Fight Night Champion (2011)